# 126号線 (チェコ)
チェコ国鉄126号線、別名モスト～ラコヴニーク線（チェコ語;Železniční trať Most–Rakovník）は、チェコ国鉄の鉄道線の名称である。
モスト～ロウニ間は、1872年、プラハ・ドゥフツォフ鉄道により開業した。その後王立帝立国有鉄道の路線となり、1904年に残りのロウニ～ラコヴニーク間が開業した。

## 運行形態

### 普通
- ラコヴニーク - モスト - オセク町
2時間に1本の運行。モスト以北は135号線に直通する。ロウニでは、126号線のラコヴニーク方面と114号線のリトムニェルジツェ方面が接続する様にダイヤが組まれている。またモストでは、130号線のウースチー方面普通、およびプルゼニ方面特急に接続する便が多い。また、モスト～ロウニ町間は区間運転も多く、合わせて1時間に1本の本数となっている。

### 臨時列車
- T4系統
春季・夏季の土曜・休日のみの運行で、ロヴォシツェ - オブルニツェ - モスト間に一日3往復運行する。オブルニツェ以東はT4号線に直通する。
2017年以前は、一日2往復の運行であった。

- 蒸気機関車（快速）
年1日のみ、ルジナー - ラコヴニーク - モスト間に、一日1往復運行する。ラコヴニーク以南は120号線に直通する。途中、フラーシチャニ、ムチェヨヴィツェ、ドモウシツェ、フルジヴィツェとロウニ町 - モスト間の各駅（ドブロムニェルジツェを除く）に停車する。2018年運行。

- 旧型列車（快速）
秋季に年に1日のみ、ルジナー - ロウニ - モスト - ホムトフ間に、一日1往復のみ運行する。ロウニ以南は114号線に、モスト以北は130号線に直通する。ロウニ - モスト間ノンストップ。2019年運行。

### 過去の運行種別
- 快速「スピェシニー(Sp)」
休日のみ、プラハ～ロウニ～モストの系統で1日1往復運行していた。ロウニ以南は110号線に直通していた。ロウニ - モスト間はノンストップであった。
2017年末に休止。

## 駅一覧
以下では、チェコ国鉄126号線の駅と営業キロ、停車列車、接続路線などを一覧表で示す。
- 種別
  - Sp：快速
  - Os：普通
- 停車駅
  - ■印：全列車停車
  - ●印：一部通過
  - ｜印：全列車通過

| 路線名 | 駅名                                 | 駅間営業キロ | 累計営業キロ         | 累計営業キロ    | Os | 接続路線 | 所在地         | 所在地         |
| ------ | ------------------------------------ | ------------ | -------------------- | --------------- | -- | --- | -------------- | -------------- |
| 126    | ラコヴニーク駅                       | -            | ラコヴニークから 0.0 |                 | ■  | 120号線（クラドノ方面）、161号線（ベチョフ方面） 162号線（チスター方面）、174号線（ベロウン方面）                             | 中央ボヘミア州 | ラコヴニーク郡 |
| 126    | フラーシチャニ駅                     | 8.7          | 8.7                  |                 | ■  | | 中央ボヘミア州 | ラコヴニーク郡 |
| 126    | ホルジェセドリ駅                     | 3.3          | 12.0                 |                 | ■  | | 中央ボヘミア州 | ラコヴニーク郡 |
| 126    | スヴォイェチーン駅                   | 3.8          | 15.8                 |                 | ■  | | 中央ボヘミア州 | ラコヴニーク郡 |
| 126    | ヤノフ・ウ・ラコヴニーカ駅（未開業） |              |                      |                 | ｜ | | 中央ボヘミア州 | ラコヴニーク郡 |
| 126    | コウノフ駅                           | 3.7          | 19.5                 |                 | ■  | | 中央ボヘミア州 | ラコヴニーク郡 |
| 126    | ムチェヨヴィツェ駅                   | 3.0          | 22.5                 |                 | ■  | | 中央ボヘミア州 | ラコヴニーク郡 |
| 126    | ドモウシツェ駅                       | 4.2          | 26.7                 |                 | ■  | | ウースチー州   | ロウニ郡       |
| 126    | ソロピスキ駅                         | 4.8          | 31.5                 |                 | ■  | | ウースチー州   | ロウニ郡       |
| 126    | コニェトピ駅                         | 2.9          | 34.4                 |                 | ■  | | ウースチー州   | ロウニ郡       |
| 126    | フルジヴィツェ駅                     | 2.0          | 36.4                 |                 | ■  | | ウースチー州   | ロウニ郡       |
| 126    | トウホヴィツェ・ウ・ロウン駅         | 1.9          | 38.3                 |                 | ■  | | ウースチー州   | ロウニ郡       |
| 126    | オポチノ・ウ・ロウン駅               | 1.5          | 39.8                 |                 | ■  | | ウースチー州   | ロウニ郡       |
| 126    | イムリーン駅                         | 2.0          | 41.8                 |                 | ■  | | ウースチー州   | ロウニ郡       |
| 126    | ロウニ郊外駅（休止中）               | (2.4)        | (44.2)               |                 | ｜ | | ウースチー州   | ロウニ郡       |
| 126    | ロウニ町駅                           | (2.3) 4.7    | 46.5                 |                 | ■  | 114号線（ポストロプルティ方面）                                                                                               | ウースチー州   | ロウニ郡       |
| 114    | ロウニ中央駅                         | 0.8          | 47.3                 |                 | ■  | | ウースチー州   | ロウニ郡       |
| 126    | ロウニ駅                             | 1.7          | 49.0                 | プラハから 96.0 | ■  | 110号線（クラルピ方面）、114号線（リーパ方面）                                                                                | ウースチー州   | ロウニ郡       |
| 126    | ドブロムニェルジツェ駅               | 2.3          | 51.3                 | 98.3            | ■  | | ウースチー州   | ロウニ郡       |
| 126    | レネシツェ駅                         | 2.1          | 53.4                 | 100.4           | ■  | | ウースチー州   | ロウニ郡       |
| 126    | ブルジヴァニ駅                       | 5.8          | 59.2                 | 106.2           | ■  | | ウースチー州   | ロウニ郡       |
| 126    | ベチョフ・ウ・モストゥ駅             | 5.6          | 64.8                 | 111.8           | ■  | | ウースチー州   | モスト郡       |
| 126    | オブルニツェ駅                       | 5.8          | 59.2                 | 106.2           | ■  | 123号線（ジャテツ方面） | ウースチー州   | モスト郡       |
| 126    | モスト駅                             | 5.6          | 64.8                 | 111.8           | ■  | 113号線（リトムニェルジツェ方面）、123号線（ジャテツ方面） 130号線（ヂェチーン方面、プルゼニ/ヘブ方面） 135号線（オセク方面） | ウースチー州   | モスト郡       |